# Marval
Marval (tiếng Occitan: Marvau) là một xã của tỉnh Haute-Vienne, thuộc vùng Nouvelle-Aquitaine, miền trung nước Pháp.